# Сурско
Сурско (на руски: Сурскоe) е селище от градски тип в Русия, административен център на Сурски район, Уляновска област. Населението му към 1 януари 2018 година е 6285 души.